# آلبرت اشکاروان
آلبرت اشکاروان (انگلیسی: Albert Škarvan؛ ۳۱ ژانویه ۱۸۶۹ – ۲۹ مارس ۱۹۲۶) نویسنده، اسپرانتیست، مترجم، و پزشک متولد اتریش-مجارستان با اصالت اسلواکیایی بود.